# Boppelsen
Boppelsen (schweizerdeutsch: Bopplisse, ’boplisə) ist eine politische Gemeinde im Bezirk Dielsdorf des Kantons Zürich in der Schweiz.

## Geographie
Boppelsen liegt auf 520 m ü. M. am Südhang der Lägern über dem Furttal. Die von West nach Ost gerichtete, markante Kalkrippe liegt auf etwa der Hälfte ihrer 11 Kilometer auf Aargauer Boden und trennt das südliche Furttal vom Wehntal im Norden. In Ennetbaden steigt sie aus der Limmat auf, setzt sich als langer, bewaldeter Grat fort, trägt auf dem östlichsten Sporn noch das historische Städtchen Regensberg und taucht bei Dielsdorf ins Glattal unter.
Oft wird Boppelsen auch als «Sonnenstube» der Region bezeichnet. Eingebettet zwischen der Lägern, dem östlichsten Ausläufer des Kettenjuras, und dem vorgelagerten, eher unbedeutenden Molassehügel Breitlen wird das Dorf durch ein ganz spezielles Klima geprägt. Das östliche Ende der Breitlen ist der Spazier-  und Aussichtshügel der Bopplisser: der Farissenbuck, auch nur Farissen genannt (von ‹Falissen› für abrutschende Hangpartie: denudierender Molassehügel lässt lockeres Moränenmaterial abrutschen).
Im Frühling und Sommer wird die Sonnenwärme gespeichert und ermöglicht dadurch einen speziellen Vegetationsprozess. Eine besondere meteorologische Erscheinung ist die «Bisenwalze». Wenn bei geradem Nordwind feuchte Luft im Wehntal an der Lägern hochgedrückt wird, kondensiert dem Grat entlang eine stattliche Wolkenwalze. Sie schwappt nur wenig über den Grat, weil sich die Wolke in der fallenden Luft erwärmt und sich dabei auflöst. Das Phänomen kann sich bei entsprechender Wetterlage über Stunden hinziehen. Eine Art Nord-Föhn im Kleinformat.
Im Herbst und Winter wehen oft eisige Winde durch das kleine Tal. Durch die leichte Erhöhung liegt im Winter oft auch mehr und länger Schnee als im übrigen Furttal. Ende siebziger, Anfang achtziger Jahre wurden bei guten Schneeverhältnissen rund um Boppelsen zu Fuss Langlauf-Loipen gespurt und in der Bopplisser Zytig publiziert.
Entwässert wird die Gemeinde hauptsächlich durch den Dorfbach, der hier auch Bacherenbach oder Hulligenbach genannt wird, den alten Dorfkern eingedolt unterquert, dem Furtbach und mit ihm der Limmat zufliesst.
Zu Boppelsen gehört die Hochwacht, ein Aussichtspunkt mit Bergrestaurant auf der Lägern.
2018 waren von der Gemeindefläche von 394 ha 39,6 % landwirtschaftlich genutzt, 46,4 % waren Wald-, 9,1 % Siedlungs- und 3,8 % Verkehrsfläche. 0,3 % waren Gewässer und 0,8 % unproduktive Fläche.

## Geschichte

Historisches Luftbild, Walter Mittelholzer, 1919

Im Laufe seiner Geschichte hat sich der Name des Ortes von Bobpinsolo zu Popensolo, dann Boppensol und Bopletzen zu Boppelsen geändert. Der Ursprung und die Bedeutung des Namens ist nicht mehr eindeutig klärbar, aus «Bobpinsolo» im Jahr 1130 (Sumpfgelände des Boppo, Sal oder Haus des Bopp) wird 1217/1222 «Popensolo», 1219 «Boppensol» und bis 1667 «Bopletzen». Die heute offizielle Ortsbezeichnung ist Boppelsen, wobei im Dorf selber immer noch die Bezeichnung «Bopplisse» gilt. Zürichdeutsches Wörterbuch (2009): Bopplisse.
Erstmalige schriftliche Erwähnung findet der Ort im Jahre 1130: Lütolf von Regensberg schenkte am 22. Januar 1130 das Grundstück Fahr mit Kapelle dem Kloster Einsiedeln, welche darauf ein Nonnenkloster zu errichten hätte. In der langen Reihe der aufgelisteten Zeugen scheint auch ein Rudolf de Bobpinsolo auf. Er war vermutlich Dienstadel des bedeutenden schweizerischen Freiherrengeschlechts der Regensberger. Die de Bobpinsolos sollen eine Burg an der Lägern bewohnt haben, doch fehlen dazu jegliche Spuren. Ob es die auf mittelalterlichen Landkarten eingetragene Feste «Schrenne» war, ist nicht gesichert.
Nach dem Zürcher Urkundenbuch waren die Freiherren von Bobpinsolo von 1130 bis 1219 dem Kloster Einsiedeln abgabepflichtig. Auch den Klöstern Wettingen, Oetenbach und Muri waren die Einwohner von Boppelsen zehentpflichtig.
1409 ging die hohe Gerichtsbarkeit von den Habsburgern an Zürich über. Das niedrige Gericht über das Dorf übten die Freiherren von Regensberg aus. Boppelsen blieb bis 1798 im Verband der Landvogtei Regensberg.
Bei einem grossen Dorfbrand wurden 1649 21 Häuser – zwei Drittel des Dorfes – ein Raub der Flammen. 98 Menschen wurden obdachlos.
Auf Boleeberen belegen Bodenfunde bei archäologischen Grabungen im Rahmen eines Nationalfonds-Projekts der Zürcher Kantonsarchäologie in Zusammenarbeit mit den Universitäten Zürich und Basel und der ETH Zürich steinzeitlichen Feuerstein-Bergbau an der Lägern. Die Belege zählen zu den seltenen Beispielen vorgeschichtlichen Bergbaus im 4. Jahrtausend vor Christus in der Schweiz, zusammen mit den älteren Fundstellen im Weiherboden Otelfingen. In Pingenbauten, mehreren Meter tiefen Gruben, wurden in Feuerstein führenden Bohnerzlehmen glasharte Feuersteinknollen (Silex) geschürft. Funde bezeugen, dass daraus an Ort und Stelle auch Steingeräte, Bohrer, Messer, Pfeilspitzen, hergestellt wurden. Die begehrten Klingen fanden in Ufersiedlungen des ganzen Mittellandes und in Süddeutschland Verbreitung. Rund die Hälfte aller Feuersteinrelikte im Zusammenhang mit Funden um Ufersiedlungen zwischen Zürichsee und Pfäffikon ZH sind nachgewiesenermassen aus Lägern-Hornstein.

## Boppelsen als Rodungssiedlung
Boppelsen ist eine typische alemannische Rodungssiedlung. Luftbilder belegen bis heute, dass fast die Hälfte der 4 km² Gemeindefläche bewaldet ist, lediglich ein Zehntel wird landwirtschaftlich genutzt. Der Lägernwald steht seit 1977 im Inventar der Landschaften und Naturdenkmäler von nationaler Bedeutung. 160 Hektar der gesamten Fläche wurden zum Natur- (102 ha) und Sonderwald (57 ha) erklärt, wobei im Naturwald jegliche Forstarbeiten unterlassen werden, im Sonderwald mit Lichtungsschlägen aber ganz gezielt erfolgen, dies zugunsten von Flora und Fauna. So hat sich der Lägernwald bereits zum «Paradies für Botaniker» entwickelt, mit einzigartigen Ahorn-Linden-Beständen und seltenen Blütenpflanzen (Feuerlilien!). Bei den Tieren sind die Gämsen zu nennen und die bedrohten Mauereidechsen und Schlingnattern.

## Wappen und Fahne
Blasonierung:
In Gold auf schwebend schwarzem Dreiberg zwei abgewendete, grüngestielte und beblätterte Maiglöckchen, jedes drei silberne Blüten tragend
Anstelle des Doppeladlers der Herren von Lägern ist das Maiglöckchen 1932 zum Gemeindewappen und der Gemeindefahne bestimmt worden, nach dem Vorbild einer aus Nussbaumholz geschnitzten Widmungstafel zur Einweihung des Schulhäuschens (heute Gemeindehaus) 1818 im Dorfzentrum. (Die Tafel hängt im Mehrzwecksaal des Schulhauses.)

## Bevölkerung
| Jahr | Einwohner |
| ---- | --------- |
| 1634 | 168       |
| 1709 | 206       |
| 1850 | 334       |
| 1900 | 256       |
| 1950 | 292       |
| 2000 | 1037      |
| 2005 | 1216      |
| 2010 | 1286      |
| 2015 | 1317      |
| 2020 | 1465      |
| 2022 | 1454      |

Nach einiger Zeit der Stagnation führte der Zuwachs von jungen Familien zu einer Umschichtung der Altersstruktur. Viele Menschen, die hier aufgewachsen sind, kehren irgendwann wieder zurück, oft mit Partner und Kindern. Dies liegt wahrscheinlich daran, dass die «Bopplisser», wie die Bewohner im Volksmund genannt werden, sich untereinander als eine «grosse Familie» empfinden und die Verbundenheit hier sehr gross ist. Zudem liefert einen entscheidenden Grund für die Beliebtheit des Dorfes auch die spezielle Landschaft, in die es eingebettet liegt.
Es gibt einige Geschlechter, die von Boppelsen nicht mehr wegzudenken sind, beispielsweise die «Gassmann» und die «Mäder», die schon seit Generationen hier leben.

## Politik
Gemeindepräsident ist seit September 2021 Thomas Weber (parteilos, Stand November 2023), er präsidiert den fünfköpfigen Gemeinderat (Exekutive).
Bei der Nationalratswahl 2019 erreichten die Parteien folgende Wähleranteile: SVP 38,06 %, glp 14,97 %, FDP 13,94 %, Grüne 10,18 %, SP 8,72 %, EVP 6,34 %, EDU 2,91 %, CVP 2,39 %, BDP 1,09 % und andere (8) 1,39 %.
Die Wähleranteile bei der Nationalratswahl 2023: SVP 39,7 % (+1,64 %), FDP 14,09 % (+0,15 %), glp 10,86 % (−4,11 %), SP 10,21 % (+1,49 %), Die Mitte 8,27 % (+4,79 %), Grüne 6,19 % (−3,99 %), EVP 4,2 % (−2,14 %), Mass-Voll! 2,41 %, EDU 2,38 % (−0,54 %), andere (11) 1,70 %.

## Sehenswürdigkeiten

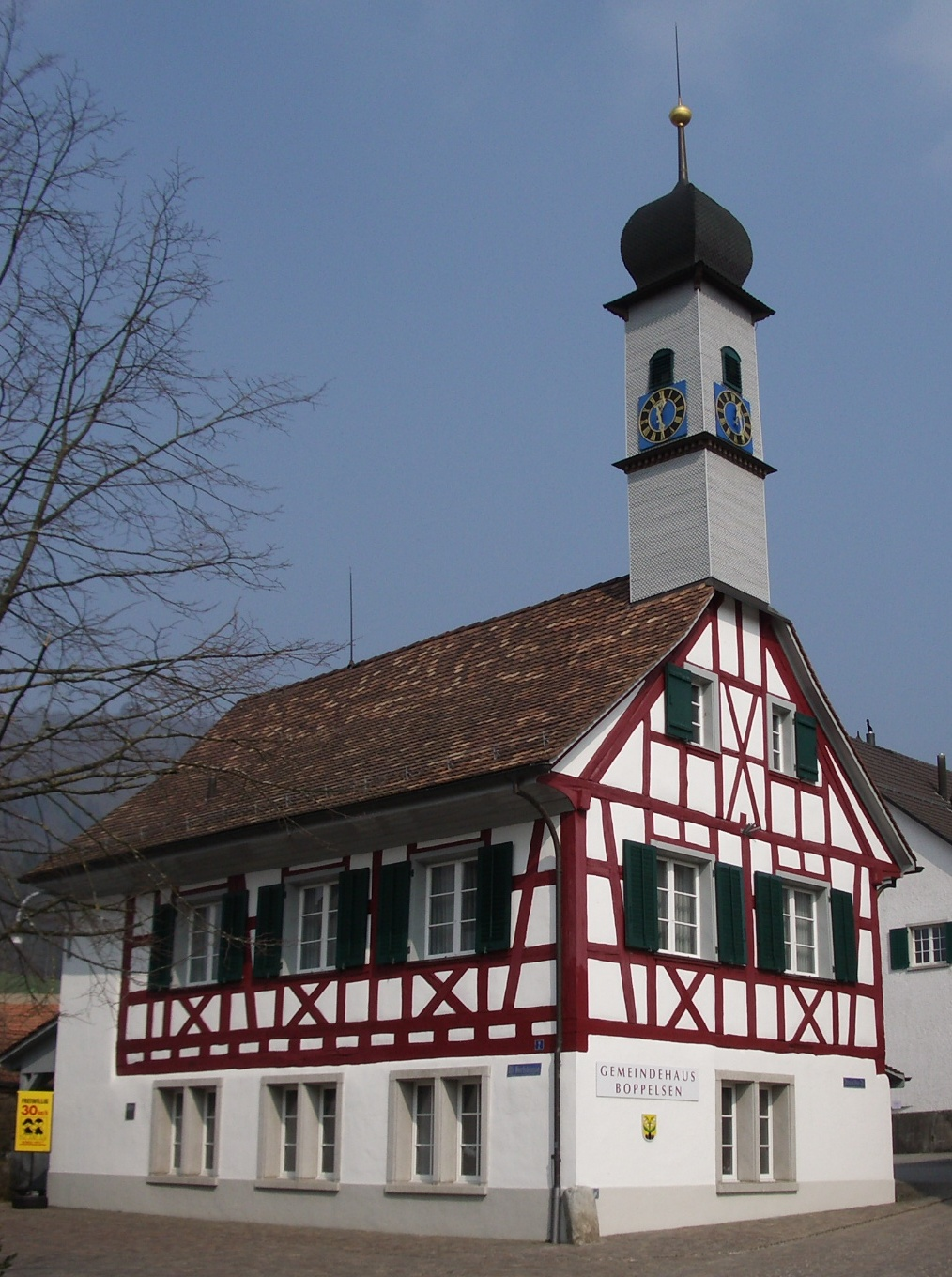
Gemeindehaus
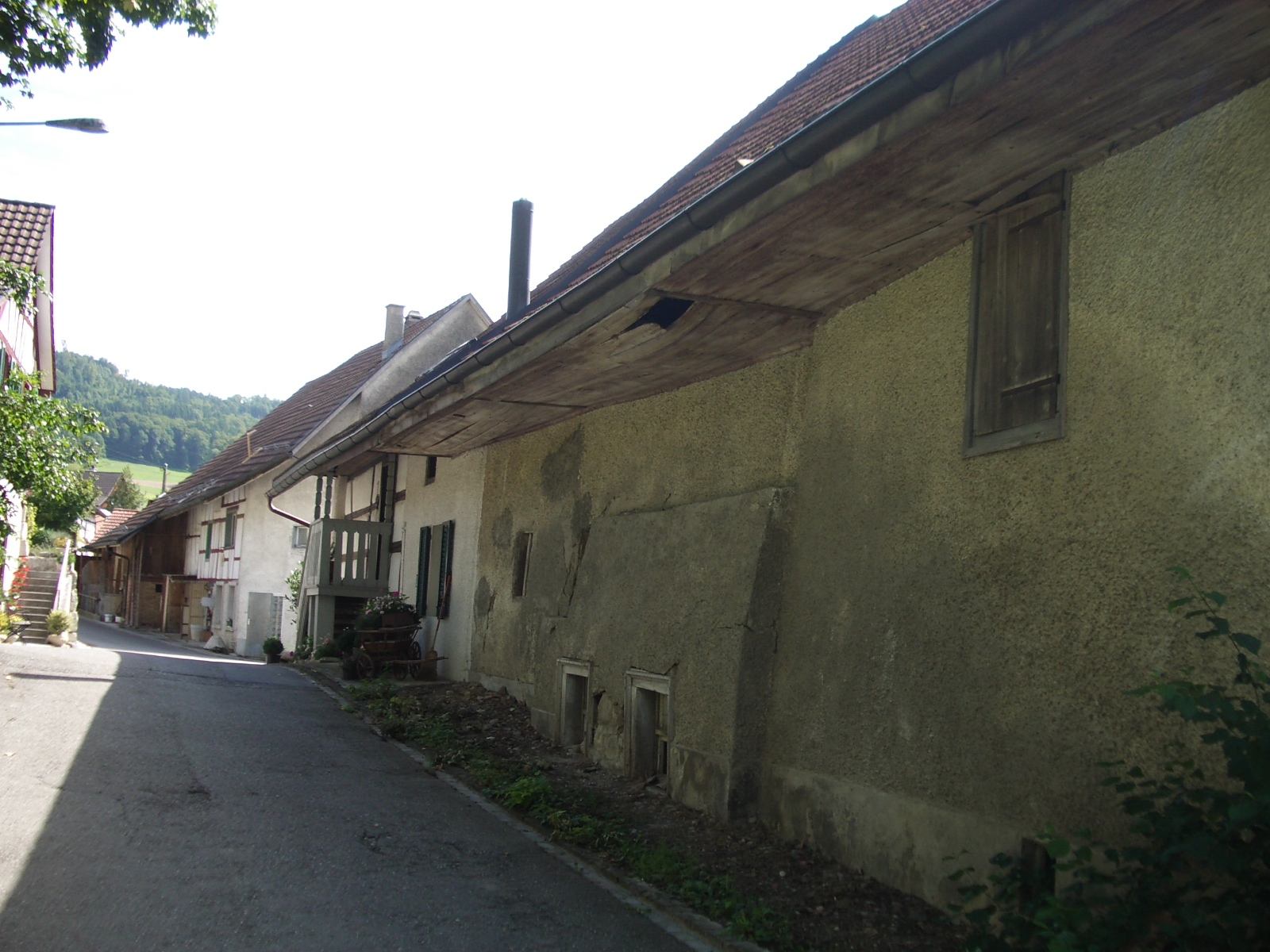
Im Dorf